# Shillingstone
Shillingstone ist ein Dorf und ein Civil Parish in der Grafschaft Dorset, England. Shillingstone liegt 25,2 km von Dorchester entfernt. Im Jahr 2011 hatte es 1170 Einwohner.